# Gwithian
Gwithian est un village des Cornouailles, en Angleterre. Le village fait partie de la paroisse civile de Gwinear–Gwithian.